# Penguin
Penguin este al șaptelea album de studio al formației rock britanice Fleetwood Mac, lansat în martie 1973. A fost primul album al formației după plecarea lui Danny Kirwan, primul cu Bob Weston și primul și singurul cu Dave Walker.
Pinguinul este mascota formației preferată de basistul John McVie.

## Origine
În septembrie 1972, după ce Kirwan a fost dat afară din formație după un incident cu ceilalți membri ai formației din timpul turneului de promovare al albumului Bare Trees, formația a adăugat pe chitaristul Bob Weston și pe solistul vocal Dave Walker, fost membru Savoy Brown și Idle Race. Weston era cunoscut pentru tehnica de chitară slide și a făcut cunoștință cu formația în perioada în care el efectua turnee cu Long John Baldry. Fleetwood Mac a angajat și pe managerul de turneu al formației Savoy Brown, John Courage. Această nouă componență a înregistrat albumul Penguin care a fost lansat în martie 1973.
Turneul de promovare a înregistrat un succes iar albumul a adus formației cea mai bună clasare în Statele Unite de până atunci, ajungând în Top 50. Totuși, în timpul înregistrărilor pentru următorul lor album, Mystery to Me, s-a căzut de comun acord că stilul vocal și atitudinea lui Walker nu se potriveau cu restul formației iar în iunie 1973 a părăsit Fleetwood Mac. Dacă Walker a apucat să înregistreze ceva pentru Mystery to Me, acest material nu a fost utilizat și nu a fost niciodată lansat.

## Tracklist
1. "Remember Me" (C. McVie) - 2:41
2. "Bright Fire" (Welch) - 4:31
3. "Dissatisfied" (C. McVie) - 3:41
4. "(I'm a) Road Runner" (Brian Holland, Lamont Dozier, Edward Holland, Jr.) - 4:52
5. "The Derelict" (Walker) - 2:43
6. "Revelation" (Welch) - 4:55
7. "Did You Ever Love Me" (C. McVie, Welch) - 3:39
8. "Night Watch" (Welch) - 6:09
9. "Caught in the Rain" (Weston) - 2:35

## Personal
Fleetwood Mac
- Bob Welch - chitară, voce, chitară bas în "Revelation" (necreditat)
- Bob Weston - chitară, banjo, muzicuță, armonii vocale
- Dave Walker - solist vocal în piesele 4 și 5, muzicuță în piesa 4[2]
- Christine McVie - claviaturi, voce
- John McVie - chitară bas
- Mick Fleetwood - baterie, percuție

Muzicieni suplimentari
- Steve Nye - orgă în piesa 8
- Ralph Richardson - tobe de oțel
- Russell Valdez - tobe de oțel
- Fred Totesant - tobe de oțel
- Peter Green - chitară suplimentară în piesa 8 (necreditat)

Producție
- Fleetwood Mac și Martin Birch - producători
- Martin Birch - inginer de sunet
- Modula / Chris Moore - ilustrație copertă
- Barry Wentzell - fotografii de grup